# Walther Lampe

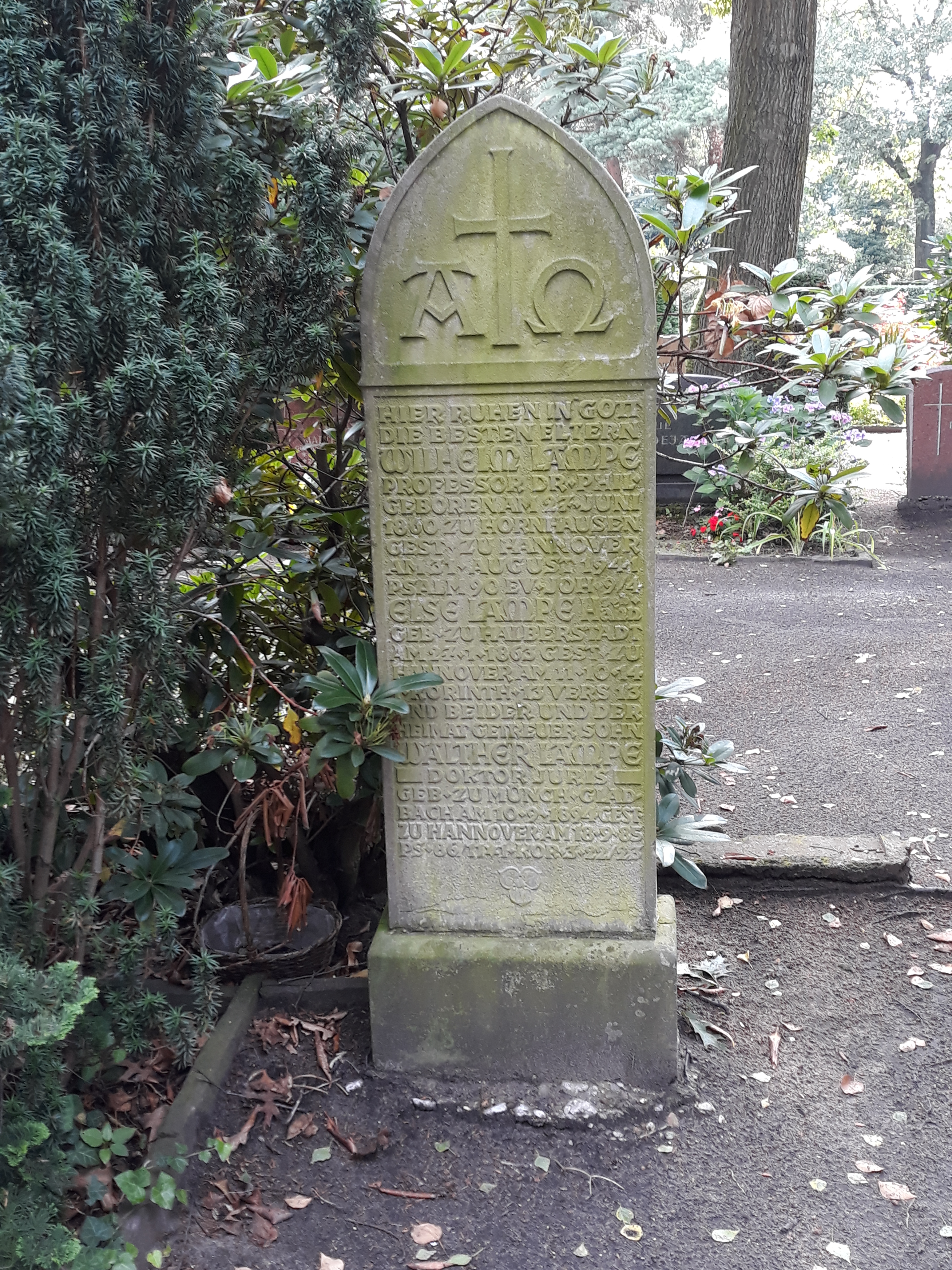
Das Grab von Walther Lampe und seinen Eltern auf dem Neuen St.-Nikolai-Friedhof in Hannover

Walther Lampe (* 10. September 1894 in München-Gladbach; † 18. September 1985 in Hannover) war ein deutscher Jurist und evangelisch-lutherischer Kirchenbeamter.

## Leben
Walther Lampe studierte Rechtswissenschaften, besuchte die Archivschule Marburg und promovierte. Er trat 1924 als Assessor in den Dienst der Evangelisch-lutherischen Landeskirche Hannovers. 1926 wurde er Landeskirchenrat und juristischer Dezernent für Land- und Friedhofsangelegenheiten im Landeskirchenamt Hannover, ab 1933 im Rang eines Oberlandeskirchenrats. Ab 1933 war er nebenamtlicher Leiter des Landeskirchlichen Archivs und betrieb in dieser Funktion die Gründung der Arbeitsgemeinschaft landeskirchlicher Archivare, deren Schriftführer er wurde. Lampe hatte zunächst eine Nähe zur NS-Ideologie, er trat zum 1. April 1933 der NSDAP bei (Mitgliedsnummer 1.755.019) und wurde auch Mitglied der Deutschen Christen. Er nutzte das nationalsozialistische Interesse an den Kirchenbüchern in Form der Reichsstelle für Sippenforschung, um für diese kirchliche Quellen und das kirchliche Archivwesen insgesamt zu sorgen. Dafür verfolgte er die Idee, dezentrale Kirchenbuchämter innerhalb der Landeskirche einzurichten. Im April 1935 wurde in Hannover das erste Amt eröffnet, das den Namen „Sippenkanzlei“ trug und neben der Ausstellung von Ariernachweisen auch für die Kirchenbuchführung sämtlicher Kirchengemeinden der Stadt zuständig war. Zwar konnte Lampe auf diesem Weg höhere Sicherheitsstandards für die Aufbewahrung der Kirchenbücher realisieren, allerdings machte er sich dabei keine Gedanken zu den Folgen der Auskünfte für diejenigen, die keine Taufbescheinigungen oder keinen Ariernachweise erhielten. Im Laufe der Zeit wandte er sich von den Deutschen Christen ab und folgte der Linie des Landesbischofs August Marahrens. Während er stärker die Eigenständigkeit der Kirche betonte, reduzierte er die Kooperation mit der Reichsstelle für Sippenforschung. Die daraus folgende Ablehnung des geltend gemachten staatlichen Anspruchs auf die Kirchenbücher bedeutete jedoch nicht, dass Lampe sich grundsätzlich vom nationalsozialistischen Rassendiskurs distanziert hätte. Hans Otte konstatiert in Lampes Handeln „'blinde Orientierung' an der Praxis mit ihren schrecklichen Folgen“.
Heimatpflege und Archivwesen waren große persönliche Interessen. 1925 war er Mitbegründer der hannoverschen Ortsvereinigung der Goethe-Gesellschaft, 1930 Mitbegründer und später stellvertretender Vorsitzender der Wilhelm-Busch-Gesellschaft. 1933 wurde er zum Vorsitzenden des Heimatbunds Niedersachsen (HBN) gewählt und behielt dieses Amt bis zur Auflösung des Vereins 1942.
In den Jahren 1934 bis 1939 und 1947 bis 1974 fanden nach der Heuernte um den Johannistag herum in der Waldgaststätte
Marienberg die Marienbergfeste mit der Jahreshauptversammlung des Heimatbunds Niedersachsen statt. In der Eröffnungsveranstaltung des Jahres 1934 betonte Walther Lampe in seinem Grußwort die Eigenständigkeit der Arbeit des Heimatbundes mit den Worten, „dass der Heimatbund nur eine einzige Aufgabe kenne, nämlich die, unter seinen Mitgliedern die Kunde von der Heimat zu vertiefen, mit ihnen im Dienste der Heimat zu stehen und die Liebe zur Heimat zu wecken.“
Walther Lampes ambivalente Haltung zum Nationalsozialismus ermöglichte ihm einen schnellen Neubeginn nach dem Zweiten Weltkrieg. „Er sah sich nicht kompromittiert, konnte er doch darauf hinweisen, dass er bei der Gauleitung als unzuverlässig galt. Angesichts der Nöte der Nachkriegszeit schien ihm ein kritischer Rückblick unnötig zu sein. Erneut war sein Pragmatismus gefragt.“
Bis 1962 leitete er das Landeskirchliche Archiv Hannover und bis 1960 das Archivamt der Evangelischen Kirche in Deutschland in Hannover (vormals Archivamt der Deutschen Evangelischen Kirchenkanzlei Breslau). Er war der Initiator des 1946 bis 1957 angegliederten Kirchenbuchamtes für den Osten. In der Arbeitsgemeinschaft landeskirchlicher Archivare übernahm er 1947 bis 1961 ebenso den Vorsitz wie im wieder gegründeten Heimatbund Niedersachsen (1946–1973).

## Auszeichnungen
- Bundesverdienstkreuz 1. Klasse (5. Mai 1960)[5]
- Niedersächsischer Verdienstorden

## Schriften
- Sippenforschung im Dritten Reich. In: Das Evangelische Deutschland. 12 (1935), S. 71 f.
- Ludwig Brüel. In: Neue Deutsche Biographie (NDB). Band 2, Duncker & Humblot, Berlin 1955, ISBN 3-428-00183-4, S. 658 (Digitalisat).
- Kirchenbuch-Verzeichnis der Evangelisch-lutherischen Kirche in Oldenburg. Evangelisch-Lutherischer Oberkirchenrat (Hrsg.). Oldenburg 1972.
- Nachwort zur Neuauflage Ludwig Christoph Heinrich Hölty: Gedichte. Insel-Verlag, Leipzig 1938.